# Pound Puppies and the Legend of Big Paw
Pound Puppies and the Legend of Big Paw é um filme de animação estado-unidense, realizado por Pierre DeCelles e escrito por Jim Carlson e Terrence McDonnell, com base na linha de brinquedos da Tonka e Hasbro e na série de televisão homónima da Hanna-Barbera. O filme contou com as vozes de Brennan Howard, Betty Jean Ward e Tony Longo. Estreou-se nos Estados Unidos a 18 de março de 1988.

## Elenco
- Brennan Howard como Cooler / Digalot
- Betty Jean Ward como Whopper
- Nancy Cartwright como Bright Eyes
- Greg Berg como Beamer
- Ruth Buzzi como Nose Marie
- Hal Rayle como Howler / Reflex
- Susan Silo como Florence
- Tony Longo como Big Paw
- George Rose como Sir McNasty / Marvin McNasty
- Wayne Scherzer como Lumpy
- Frank Welker como Hairball / Bones / Repórter / Howler (uivo) / Big Paw (rosno)
- Cathy Cavadini como Charlamange/Collette
- Janice Kawaye como Tammy
- Joey Dedio como Jeff
- James Swodec como Arthur